# HMS Verulam (R28)
HMS Verulam (R28/F29) là một tàu khu trục lớp V được Hải quân Hoàng gia Anh Quốc chế tạo trong Chương trình Khẩn cấp Chiến tranh để phục vụ trong Chiến tranh Thế giới thứ hai. Verulam sống sót qua cuộc chiến tranh, được cải biến thành một tàu frigate nhanh chống tàu ngầm Kiểu 15 vào năm 1953 với ký hiệu lườn mới F29, và tiếp tục phục vụ cho đến khi ngừng hoạt động năm 1977 và bị tháo dỡ năm 1980. Nó là chiếc tàu chiến thứ hai của Hải quân Hoàng gia được đặt cái tên này.

## Thiết kế và chế tạo
Verulam được chế tạo tại xưởng tàu của hãng Swan Hunter and Wigham Richardson Ltd. ở Wallsend-on-Tyne và được đặt lườn vào ngày 26 tháng 6 năm 1942. Nó được hạ thủy vào ngày 22 tháng 4 năm 1943 và nhập biên chế cùng Hải quân Hoàng gia vào ngày 12 tháng 12 năm 1943.

## Lịch sử hoạt động
Verulam đã tham gia Trận chiến eo biển Malacca cùng các tàu khu trục HMS Saumarez, HMS Venus, HMS Vigilant và HMS Virago vốn đã đưa đến việc đánh chìm chiếc tàu tuần dương Nhật Bản Haguro vào ngày 16 tháng 5 năm 1945.
Verulam sau đó được chọn để cải biến toàn diện thành một tàu frigate nhanh chống tàu ngầm Kiểu 15, và mang ký hiệu lườn mới F29. Vào năm 1953, nó tham gia cuộc Duyệt binh Hạm đội nhân lễ Đăng quang của Nữ hoàng Elizabeth II.
Verulam ngừng hoạt động vào năm 1977 và bị tháo dỡ vào năm 1980.